# Mimetus saetosus
Mimetus saetosus là một loài nhện trong họ Mimetidae.
Loài này thuộc chi Mimetus. Mimetus saetosus được Arthur M. Chickering miêu tả năm 1956.